# 贝尔格莱维亚
贝尔格莱维亚（英语：Belgravia，/bɛlˈɡreɪvɪə/）是伦敦市中心以西的一个区，属于西敏市和肯辛顿-切尔西区。该区以高尚住宅物业著称，是世界上最富裕的地区之一。此區大部分由西敏公爵的格罗夫纳集团所有，被称为格罗夫纳地产（Grosvenor Estate）。
该区位于白金汉宫的西南部，理论上北到骑士桥，东到格罗夫纳坊（Grosvenor Place）和白金汉宫路，南到皮姆利科路，西到斯隆街（Sloane Street）。

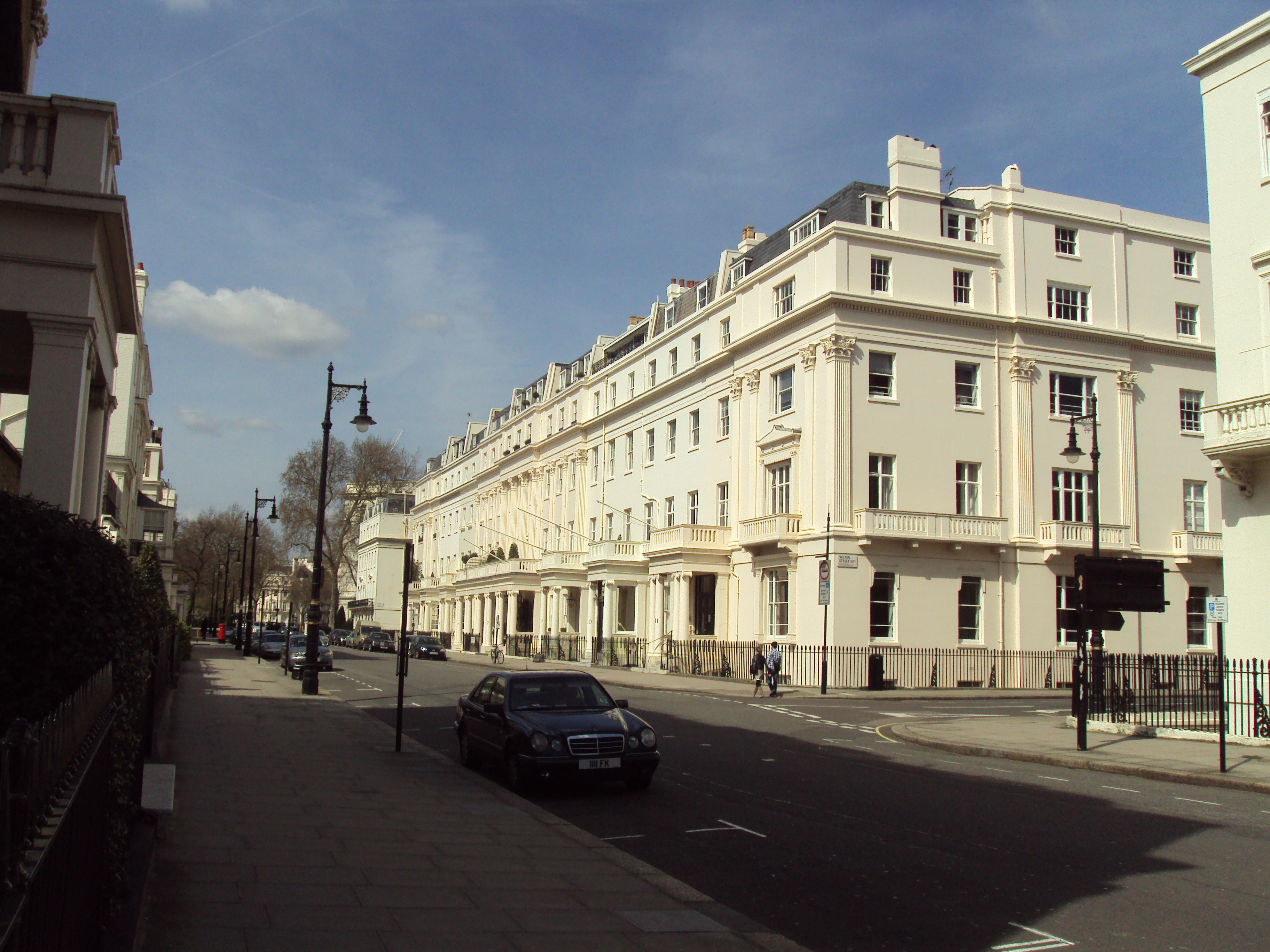
伊頓廣場

该地区的名字来自威斯敏斯特公爵的的附属称号之一，贝尔格雷夫子爵。柴郡的贝尔格雷夫村（Belgrave）距离格罗夫纳家族的主要乡间住所伊頓莊園只有2英里（3公里）。